# Бронепалубні крейсери типу «Кампанія»
Бронепалубні крейсери типу «Кампанія» (італ. Classe Campania, деколи Classe Basilicata) — серія бронепалубних крейсерів Королівських ВМС Італії початку XX століття.

## Історія створення
На 1913 рік крейсери типу «Етна» та більшість крейсерів типу «Реджіоні» вже застаріли. Проте Італія потребувала кораблів подібного класу для служби в колоніях та для навчання кадетів. Тому в 1913 році були закладені два кораблі, спроєктовані інженером-капітаном 1 рангу Джузеппе Рота (італ. Giuseppe Rota). Це були останні бронепалубні крейсери у світі.

## Представники
| Назва                 | Верф                                                                  | Закладений         | Спущений на воду   | Вступив у стрій     | Доля                                |
| --------------------- | --------------------------------------------------------------------- | ------------------ | ------------------ | ------------------- | ----------------------------------- |
| Кампанія Campania     | «Cantiere navale di Castellammare di Stabia», Кастелламмаре-ді-Стабія | 9 серпня 1913 року | 27 липня 1914 року | 18 квітня 1917 року | зданий на злам 11 березня 1937 року |
| Базиліката Basilicata | «Cantiere navale di Castellammare di Stabia», Кастелламмаре-ді-Стабія | 9 серпня 1913 року | 27 липня 1914 року | 1 серпня 1917 року  | затонув 13 серпня 1919 року         |

## Конструкція
Конструкція крейсерів типу «Кампанія» базувалась на проєкті крейсера «Калабрія». На відміну від прототипу, нові кораблі мали сучасніші обриси корпусу та збільшені розміри мостика.
Броньована палуба товщиною 25 мм проходила уздовж всього корпусу.
Силова установка теж була застарілою і складалась з 4 вогнетрубних парових котлів та 2 парових машин. Оскільки завершення будівництва кораблів припало на воєнний час, то якість виконання робіт та матеріалів значно впали, внаслідок чого парові машини крейсера «Базиліката» так і не змогли досягти обумовленої потужності у 5000 к. с.
Артилерійське озброєння складалось з двох 152-мм гармат L/32, двох 76-мм гармат 7"6/40 Mod. 1916 R.M.", двох 47-мм гармат «Ordnance QF 3-pounder Vickers» та 2 кулеметів. За рахунок відмови від артилерії середнього та малого калібру в центральній частині корпусу вдалось розмістити кубрики на 100 кадетів та обслуговчого персоналу.